# Кирх (лунный кратер)
Кратер Кирх (лат. Kirch) — небольшой ударный кратер в восточной части Моря Дождей на видимой стороне Луны. Название присвоено в честь немецкого астронома Готфрида Кирха (1639—1710) и утверждено Международным астрономическим союзом в 1935 г. 

## Описание кратера
Ближайшими соседями кратера Кирх являются кратер Пиацци-Смит на северо-востоке; кратер Кассини на востоке и кратер Аристилл на юго-востоке. На востоке-северо-востоке от кратера Кирх находится пик Питон, на юге - горы Шпицберген. Селенографические координаты центра кратера 39°16′ с. ш. 5°37′ з. д. / 39,27° с. ш. 5,62° з. д., диаметр 11,7 км, глубина 1,83 км.

Кратер Кирх имеет циркулярную чашеобразную форму с небольшим участком плоского дна и маленьким выступом в северной части, практически не разрушен. Вал с четко очерченной кромкой, внутренний склон вала гладкий. Западная часть вала имеет высоту около 1400 м над уровнем Моря Дождей, объем кратера составляет приблизительно 50 км3. Дно чаши без приметных структур, альбедо дна чаши соответствует альбедо окружающей местности.

По морфологическим признакам кратер относится к типу BIO (по наименованию типичного представителя этого класса — кратера Био).

## Сателлитные кратеры

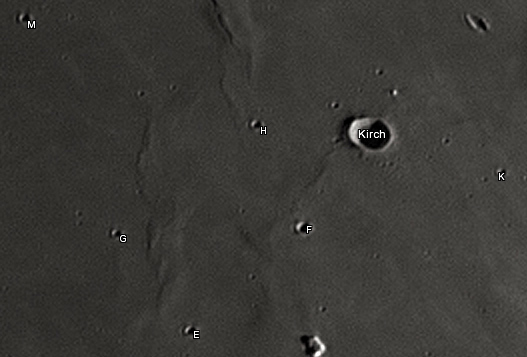
Снимок Девида Кемпбелла.

| Кирх | Координаты                                          | Диаметр, км |
| ---- | --------------------------------------------------- | ----------- |
| E    | 36°31′ с. ш. 6°56′ з. д. / 36,52° с. ш. 6,93° з. д. | 3           |
| F    | 38°01′ с. ш. 6°03′ з. д. / 38,01° с. ш. 6,05° з. д. | 4,1         |
| G    | 37°24′ с. ш. 8°05′ з. д. / 37,4° с. ш. 8,09° з. д.  | 2,6         |
| H    | 39°03′ с. ш. 6°56′ з. д. / 39,05° с. ш. 6,94° з. д. | 2,8         |
| K    | 39°14′ с. ш. 4°00′ з. д. / 39,23° с. ш. 4° з. д.    | 2,5         |
| M    | 39°37′ с. ш. 9°58′ з. д. / 39,61° с. ш. 9,96° з. д. | 3           |

## См.также
- Список кратеров на Луне
- Лунный кратер
- Морфологический каталог кратеров Луны
- Планетная номенклатура
- Селенография
- Минералогия Луны
- Геология Луны
- Поздняя тяжёлая бомбардировка